# Graafschap Rodez

Het wapen van het Graafschap Rodez, de leeuw op een rode achtergrond.

Het Graafschap Rodez was een middeleeuws leen van het Graafschap Toulouse. Het graafschap was gevormd uit een deel van het Graafschap Rouergue. Op zijn hoogtepunt was het graafschap een centrum van de cultuur van de troubadours.

## Geschiedenis
Bij de dood van Hugo van Rouergue in 1053 betwistte zijn dochter Bertha het graafschap met graaf Willem IV van Toulouse en Raymond IV van Toulouse. Een oorlog volgde en de dood van Bertha. Uiteindelijk wist Raymond het graafschap te verkrijgen. Toen Raymond in 1094 Willem opvolgde, werd Rouerge een leen van Toulouse. Toen Raymond op kruistocht vertrok, benoemde hij Richard III van Millau, burggraaf van Rodez en Millau, tot opzichter van zijn gebieden in Rouerge.
Richard III wist voordeel te trekken uit de strijd tussen Raymonds opvolger Alfons Jordaan van Toulouse en Willem IX van Aquitanië. In 1112 benoemde hij zichzelf tot graaf. Tot aan 1304 zou het huis van Millau de heersende dynastie blijven van het graafschap, waarna het onderdeel wordt van het gebied van Armagnacs.

## Burggraven van Milau en Rodez
- - 1025: Richard I
- 1025-1050: Richard II
- 1051 - ?: Berengar
- ? - 1112: Richard III

## Huis van Millau
- 1112 - 1135: Richard III
- 1135 - 1159: Hugo I
- 1159 - 1208: Hugo II
- 1195 - 1196: Hugo III
- 1196 - 1208: Willem van Rodez
- 1208 - 1221: Hendrik I
- 1221 - 1274: Hugo IV
- 1274 - 1304: Hendrik II
- 1304 - 1313: Cecilia

Geünieerd met Armagnac.